# Brigitte Helm
Brigitte Helm (Berlim, 17 de Março de 1906 – Ascona, 11 de Junho de 1996) foi uma atriz de cinema alemã. Seu mais importante trabalho foi interpretando Maria e Maschinenmensch/Falsa Maria no filme Metrópolis (1927), de Fritz Lang, que também foi sua estréia no cinema.

## Vida pessoal e carreira

### Primeiros anos
Nascida Brigitte Eva Gisela Schittenhelm em Berlim, era filha de Edwin Alexander Johannes Schittenhelm (1871-1913), e de Gertrude Martha Tews (1877-1955). Foi a última de quatro irmãos: Elisabeth (Lisa, 1900-1989), Adelheid (Heidi, 1901-1987) e Heinz (1903-1906). Seu pai era um militar, falecido em 1913, deixando sua mãe com o cuidado das crianças. Foi precisamente ela quem introduziu Brigitte ao mundo da atuação, em um momento considerado como o começo do cinema, a Era de Prata do Cinema.

### A estréia: Metrópolis

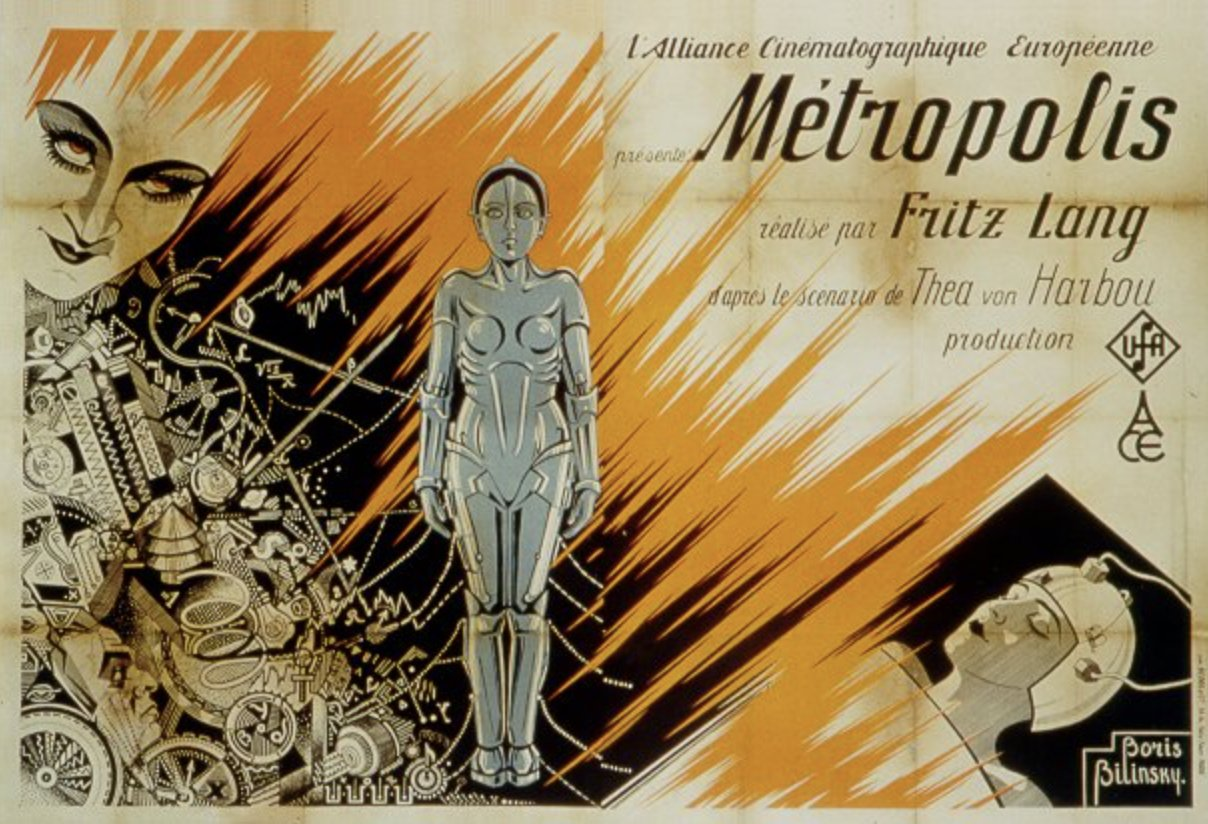
Pôster de Metrópolis, do cartazista Boris Bilinsky (1900-1948).

Helm foi descoberta por Thea von Harbou, que estava trabalhando em um filme com seu marido, Fritz Lang, desde 1925. Esse filme era Metrópolis, cuja filmagem começou em 1926 e cuja história foi baseada exatamente num livro homônimo da própria Von Harbou. A jovem Helm, de apenas 18 anos, é escalada como protagonista e antagonista, interpretando duas personagens totalmente opostas: Maria, filha de um trabalhador dos subúrbios de Metrópolis, cuja principal missão era manter a paz entre os trabalhadores explorados por seu chefe, Joh Fredersen (interpretado por Alfred Abel); e Falsa Maria, robô ginoide criado por Rotwang, o cientista (Rudolf Klein-Rögge), sob as ordens de Fredersen, e cujo objetivo era promover a desordem entre os trabalhadores, para evitar uma revolta contra o governante da própria Metrópolis. No entanto, a Falsa Maria estava sob as ordens de Rotwang e causa uma rebelião em Metropolis. Enquanto Maria acaba se apaixonando por Freder (Gustav Fröhlich), filho de Fredersen.
A filmagem do filme envolveu um grande esforço para Brigitte: o fato de interpretar duas personagens muito diferentes, além de usar o traje pesado e quente do famoso robô, significava várias horas de gravação e cansaço para a jovem. O filme, considerado um dos mais emblemáticos da história do cinema, implicou o lançamento à fama da atriz que, no entanto, não teria uma longa duração na tela.

### Década de 1920: Mandrágora, Crise e L’Argent
Além de Metrópolis, Helm gravaria mais dois filmes em 1927: At the Edge of the World e The Love of Jeanne Ney. Neste último, dirigido por George W. Pabst, interpreta uma garota cega, prima do protagonista (Edith Jéhanne, como Jeanne Ney), deixando claro seus talentos de atuação. Em 1928, os personagens de Helm se afastariam daquela inocente Maria de Metrópolis, assimilando-se mais a Falsa Maria, uma mulher sedutora, determinada e desafiadora, qualidades bem representadas aproveitando suas características físicas, como seus olhos claros e outros aspectos faciais, além da sua expressividade e desenvolvimento. E assim com Die Yacht der sieben Sünden (de Jacob e Luise Fleck), Abwege (também de Pabst), Alraune (de Henrik Galeen) e L'Argent (de Marcel L'Herbier), Brigitte Helm termina consagrada como uma das atrizes do momento. Em 1929, seus filmes mais destacados foram Manolescu - Der König der Hochstapler (de Viktor Tourjansky) e The Wonderful Lies of Nina Petrowna (de Hanns Schwarz). O drama, a sedução e o amor são temas importantes em todas essas produções: Assim como em Abwege, a história gira em torno de um casal em crise, em The Wonderful Lies of Nina Petrowna, a protagonista se apaixona por um soldado, sendo a esposa do coronel. Em Alraune, a filha de um criminoso e uma prostituta fica em dúvida entre ser boa ou má, e em L'Argent, o mais reconhecido de Helm nesta fase, o dono de um banco se apaixona pela esposa de um aviador, que desencadeia a fúria de sua ex-amante, neste caso encarnado pela atriz alemã.

### Década de 1930, declínio: Mandrágora, Atlântida e Ouro
Em 1930, Brigitte Helm voltou a dar vida a Alraune no filme homônimo, mas desta vez em sua versão falada e dirigida por Richard Oswald. A história é basicamente a mesma, e se pode ver também Helm cantando a música Wenn Männer mich betrügen (Quando os homens me enganam). Em 1931, ela compartilharia o protagonismo mais uma vez com Gustav Fröhlich, Freder Fredersen de Metrópolis, mas desta vez em Gloria. E em 1932, filmaria talvez seu filme mais reconhecido da era sonora do cinema: L'Atlantide. Neste último, interpreta a rainha Antinéa, que com seu poder sedutor faz com que um dos oficiais perdidos na Atlântida sinta ciúmes de seu melhor amigo, por quem a rainha sente um grande amor, desencadeando a tragédia. Mas os anos seguintes não podiam ser comparados aos últimos da década de 1920. A chegada do regime nazista começou a censurar várias produções nacionais, algo que naturalmente afetou a carreira da atriz. Entre 1933 e 1935, no entanto, ocorreu a fase mais produtiva de Helm, considerando a realização de filmes tanto nas versões francesa quanto nas alemãs, destacando os filmes Adieu les Beaux Jours, L'Étoile de Valencia (de Serge de Poligny), Fürst Woronzeff (de Arthur Robison) e L'or (de Karl Hartl). Seu último filme, de 1935, se chamava Ein idealer Gatte (de Herbert Selpin), e significava o fim da carreira de uma estrela em ascensão, que começou a atuar com menos de duas décadas de vida e se aposentou sem ter atingido os 30 anos.

### Aposentadoria
O motivo principal do fim da carreira de Helm foi a intervenção nazista no cinema, que condicionou grande parte dos filmes alemães. Brigitte não queria censura em suas produções e optou por se aposentar. Mas, além disso, talvez como um desafio para o regime, ela se casou com um industrial de origem judaica, Hugo von Kunheim (1900-1984), com quem também teria quatro filhos: Matthias, Pieter, Victoria e Christoph. Anteriormente, ela esteve casada com Rudolf Weissbach, de quem ela terminaria se divorciando em 1934. Helm também esteve envolvida em vários acidentes de trânsito nos anos 30, e foi presa brevemente. O sensacionalismo dos jornais pesou muito na decisão de aposentar. De acordo com o livro de Otto Dietrich "The Hitler I Knew", o próprio Adolf Hitler viu as acusações de homicídio culposo contra ela após um cidente de trânsito serem abandonadas. No entanto, outro motivo de grande importância foi a rejeição à Hollywood. Brigitte não queria deixar a Alemanha, e isso fez que ela não aceitasse o papel principal no filme Bride of Frankenstein (1935), que acabou ficando com Elsa Lanchester. Sua residência na Alemanha permitiria que suas principais concorrentes, Greta Garbo e Marlene Dietrich, fossem muito mais reconhecidas do que ela.

## Exílio e morte
Helm se mudou com a família para a Suíça, e só retornaria à Alemanha em 1942 e no final da guerra. Sempre incógnita, desde sua aposentadoria, evitou as aparições públicas e se recusou a dar qualquer tipo de entrevista. Sua recusa às mídias impediu que já pudesse ser fotografada nos últimos anos, algo que Garbo não conseguiu evitar. Ela morreu em 11 de junho de 1996 aos 88/90 anos depois de um choque circulatório em Ascona, na Suíça.

## Prêmios e honras
Em 1968, ganhou o Filmband in Gold do Festival Federal de Cinema Alemão pelos anos de excelente trabalho nas telas da Alemanha.

## Filmografia
| Ano  | Título                                | Título original e em inglês                                                         | Papel                          |
| ---- | ------------------------------------- | ----------------------------------------------------------------------------------- | ------------------------------ |
| 1927 | Metrópolis                            |                                                                                     | Maria/Falsa Maria              |
| 1927 | Am Rande der Welt                     | en: At the Edge of the World br: Traição                                            | Magda, seine Totcher           |
| 1927 | Die Liebe der Jeanne Ney              | en: The Love of Jeanne Ney br: O Amor de Jeanne Ney                                 | Gabrielle                      |
| 1928 | Abwege                                | en: The Devious Path br: Crise                                                      | Irene Beck, seine Frau         |
| 1928 | Alraune                               | en: The Daughter of Destiny br: Mandrágora                                          | Alraune ten Brinken            |
| 1928 | Die Yacht der sieben Sünden           | en: Yacht of the Seven Sins br: O Iate dos Sete Pecados                             | Marfa Petrowna                 |
| 1928 | Geheimnisse des Orients               | en: Secrets of the Orient br: Segredos do Oriente                                   | Desconhecido                   |
| 1928 | L'Argent                              | en: Money br: O Dinheiro                                                            | Baroness Sandorf               |
| 1929 | Skandal in Baden-Baden                | en: Scandal in Baden-Baden br: Os Três Amantes                                      | Vera Kersten                   |
| 1929 | Die wunderbare Lüge der Nina Petrowna | en: The Wonderful Lies of Nina Petrowna br: As Deliciosas Mentiras de Nina Petrowna | Nina Petrovna                  |
| 1929 | Manolescu - Der König der Hochstapler | en: Manolescu - The Prince of Adventures br: Manolesco                              | Cleo                           |
| 1929 | Rund um die Liebe                     |                                                                                     | Desconhecido                   |
| 1930 | Alraune (versão falada)               | en: The Daughter of Destiny br: Mandrágora                                          | Alraune ten Brinken/Alma       |
| 1930 | Die singende Stadt                    | en: The Singing City                                                                | Claire Landshoff               |
| 1931 | Gloria                                |                                                                                     | Maria, seine Frau              |
| 1931 | Im Geheimdienst                       | en: In the Employ of the Secret Service br: Serviço Secreto                         | Vera Lanskaja                  |
| 1932 | Die Gräfin von Monte-Christo          | en: The Countess of Monte-Christo br: A Condessa de Monte Cristo                    | Jeanette Heider, Filmkomparsin |
| 1932 | The Blue Danube                       | br: Danúbio Azul                                                                    | Countess Gabrielle             |
| 1932 | Hochzeitsreise zu dritt               | en: Three on a Honeymoon                                                            | Anita Berndt                   |
| 1932 | L'Atlantide                           | en: The Mistress of Atlantis br: Atlântida                                          | Rainha Antinéa                 |
| 1932 | Eine von uns                          | en: Gilgi: One of Us                                                                | Gisela Kron, Gilgi             |
| 1933 | Voyage de noces                       | en: Honeymoon Trip                                                                  | Anita Paglione                 |
| 1933 | Spione am Werk                        | en: Spies at Work br: Cuidado! Espiões...                                           | Marchesa Marcella Galdi        |
| 1933 | Der Läufer von Marathon               | en: The Marathon Runner                                                             | Lore Steinkopf                 |
| 1933 | L'étoile de Valencia                  | br: A Estrela de Valência                                                           | Marion Savedra                 |
| 1933 | Die schönen Tage von Aranjuez         | en: Happy Days in Aranjuez br: A Princesa dos Milhões                               | Olga                           |
| 1933 | Inge und die Millionen                | en: Inge and the Millions                                                           | Inge, seine Sekretärin         |
| 1933 | Adieu les beaux jours                 |                                                                                     | Olga, la belle aventurière     |
| 1934 | L'or                                  | en: Gold br: Ouro                                                                   | Florence Wills                 |
| 1934 | Die Insel                             | br: Na Voragem da Vida                                                              | Karin, seine Tochter           |
| 1934 | Vers l'abîme                          |                                                                                     | Karine                         |
| 1934 | Fürst Woronzeff                       | en: Count Woronzeff br: De Jogador a Príncipe                                       | Diane Morell                   |
| 1935 | Ein idealer Gatte                     | en: An Ideal Husband br: Um Marido Ideal                                            | Lady Gertrud Chiltern          |
| 1978 | Wie im Traum                          |                                                                                     | Egon Haase                     |